# Loewinella
Loewinella is een vliegengeslacht uit de familie van de roofvliegen (Asilidae).

## Soorten
- L. aphaea Séguy, 1950
- L. arcuata (Curran, 1927)
- L. deemingi Londt, 1982
- L. eburacta Londt, 1982
- L. flavipes Londt, 1982
- L. lehri Londt, 1982
- L. nigripes Engel, 1929
- L. nitidicollis Lehr, 1958
- L. virescens (Loew, 1871)